# Sergio Busato
Sergio Busato (ur. 24 stycznia 1966 w Resanie) – włoski trener siatkarski. Przez większość swojej kariery trenerskiej był asystentem trenerów. W 2019 roku przed Interkontynentalnym turniejem kwalifikacyjnym do Letnich Igrzysk Olimpijskich 2020 został tymczasowym trenerem reprezentacji Rosji kobiet. Na Mistrzostwach Europy 2019 kadrę Rosji prowadził jeszcze Wadim Pankow. Po Pucharze Świata został oficjalnie potwierdzony szkoleniowcem Rosjanek, gdyż reprezentacja Rosji pod jego wodzą zajęła wysokie 3 miejsce.

## Przebieg kariery
| 1998–2004       | Pallavolo Padwa     | asystent trenera |
| 1999–2000       | Rosja (mężczyźni)   | asystent trenera |
| 2000–2004       | Włochy (mężczyźni)  | asystent trenera |
| 2004–2007       | Dinamo Moskwa       | asystent trenera |
| 2004–2007       | Rosja (mężczyźni)   | asystent trenera |
| 2007–2010       | Trentino BetClic    | asystent trenera |
| 2010–2011       | Ural Ufa            | asystent trenera |
| 2011–2019       | Rosja (mężczyźni)   | asystent trenera |
| 2011            | Zenit Kazań         | asystent trenera |
| 15.01.2012–2012 | Fakieł Nowy Urengoj | I trener         |
| 2017–2018       | Zenit Petersburg    | asystent trenera |
| 2019            | Rosja (kobiety)     | asystent trenera |
| 2019–01.2020    | Dinamo Moskwa       | asystent trenera |
| 2019–2021       | Rosja (kobiety)     | I trener         |

## Sukcesy trenerskie

### reprezentacyjne
Puchar Świata:
- 2019